# Polycyrtus juanmii
Polycyrtus juanmii är en stekelart som beskrevs av Zuniga 2004. Polycyrtus juanmii ingår i släktet Polycyrtus och familjen brokparasitsteklar. Inga underarter finns listade i Catalogue of Life.